# جورجيو موراليس
جورجيو موراليس (بالإيطالية: Giorgio Morales)‏ هو سياسي إيطالي، ولد في 26 مارس 1932 في لا سبيتسيا في إيطاليا. حزبياً، نشط في الحزب الاشتراكي الإيطالي. وقد انتخب عمدة فلورنسا.